# Sowjetisch-polnischer Freundschafts- und Bündnisvertrag

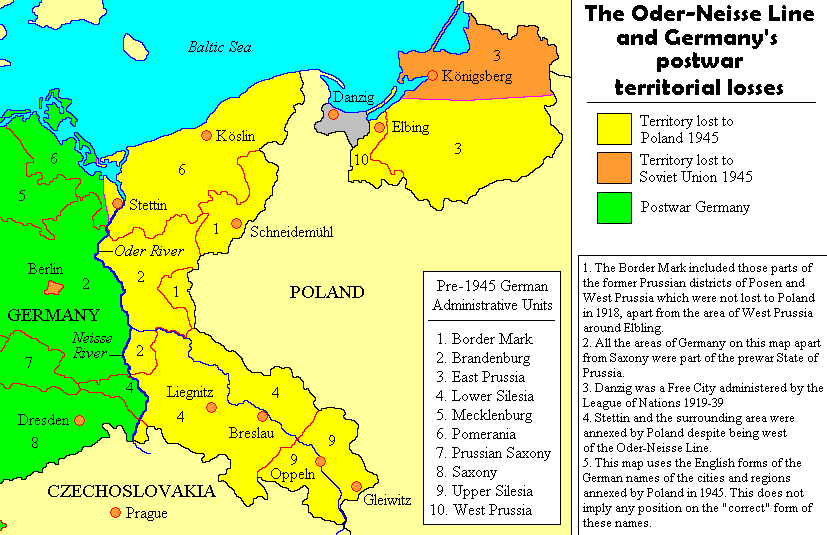
Die Oder-Neiße-Grenze und die Teilung Ostpreußens wurde in diesem Vertrag festgelegt

Der sowjetisch-polnische Freundschafts- und Bündnisvertrag war ein bilateraler Vertrag der Sowjetunion mit dem polnischen Lubliner Komitee (PKWN), der in zwei Verträgen am 26. und 27. Juli 1944 in Moskau durch Wjatscheslaw Michailowitsch Molotow für die Sowjetunion und Edward Osóbka-Morawski für die PKWN unterzeichnet wurde. Dieser Vertrag entwertete die Polnische Exilregierung und schuf die Voraussetzungen der Oder-Neiße-Grenze.

## Geschichte
Bereits im Dezember 1941 unterbreitete Stalin dem britischen Außenminister Anthony Eden in Moskau seinen Plan, die Curzon-Linie als polnische Ostgrenze beibehalten zu wollen und Polen territorial auf Kosten des Deutschen Reiches zu entschädigen. Im Juli 1944 bahnten sich Gespräche der Sowjetunion und des Lubliner Komitees in Moskau an. Am 25. Juli 1944 kam es dabei zur entscheidenden Sitzung, an der auch Stalin teilnahm. Wjatscheslaw Michailowitsch Molotow legte dar, dass die Westmächte die Oder-Neiße-Grenze als Kompensation für Polen festgelegt hätten. Die Polen reagierten empört und beriefen sich auf die frühere Zusage der Sowjetunion zur Korrektur der Curzon-Linie und auf ihr Lubliner Manifest. Sie forderten nun als Kompensation Ostpreußen. Stalin reagierte verärgert, da Ostpreußen ihm von Churchill, in der Teheran-Konferenz, zugesichert worden war, und war der Überzeugung, das Gebiet Königsberg mit Elbing bis zur Weichselmündung der UdSSR einzuverleiben. Er argumentierte auch historisch: Ein Stück deutscher Erde, auf dem 1914 die russische zaristische Armee geblutet habe (siehe Schlacht bei Tannenberg), gehöre zur UdSSR. Schließlich nahm er einen Bleistift und zog quer durch Ostpreußen eine grade Line, die heute noch der Grenze Polens zu Russland entspricht. Am 26./27. Juli 1944 unterzeichneten der sowjetische Diktator Stalin mit Vertretern der PKWN in Moskau einen Freundschafts- und Bündnisvertrag, der den Polen Moskaus Unterstützung bei der Übernahme Stettins ausdrücklich zusagte. Stalin ließ zwei Abkommen vorbereiten und sie am 26. und 27. Juli 1944 von polnischer Seite von Edward Osóbka-Morawski unterzeichnen. Mit dem ersten Abkommen übertrug er die Verwaltung der polnischen Gebiete westlich des Bugs auf das Lubliner Komitee und verzichtet auf die direkte sowjetische Herrschaft über Polen, hielt aber die Möglichkeit einer indirekten Intervention offen. Das zweite Abkommen wurde in der Nacht vom 26. zum 27. Juli unterzeichnet und bezeichnete die neuen Grenzen Polens im Westen wie im Osten. Beide Abkommen waren geheim und das Grenzabkommen wurde erst 1967 in polnischer Sprache veröffentlicht. Im Punkt vier des Grenzabkommens heißt es:

„Die Regierung der UdSSR hat auch anerkannt, dass die Grenze zwischen Polen und Deutschland entlang einer westlich von Swinemünde bis zum Fluss Oder verlaufenden Linie, wobei die Stadt Stettin auf polnischer Seite verbleibt, weiter aufwärts des Flusses Oder bis zur Neiße und von hier entlang des Flusses Neiße bis zur tschechoslowakischen Grenze.“

Zudem wird die Aufnahme diplomatischer Beziehungen angekündigt. Weitergehende polnische Forderungen nach der gesamten Insel Usedom und Rügen wies Stalin aber mit den Worten zurück:

„...wir sie wahrscheinlich nach dem Dritten Weltkrieg erobern können, jetzt ist das nicht möglich.“

Eine Woche nach Vertragsabschluss schickte Churchill Stanisław Mikołajczyk nach Moskau. Er sollte im Namen der Polnischen Exilregierung ebenfalls der polnischen Kompensation zustimmen, damit Stalins Abkommen mit der PKWN entkräftet würde. Zu Mikołajczyk hat Stalin zum ersten Mal die künftige Westgrenze „Oder-Neiße-Grenze“ genannt und Mikołajczyk sagte zu, ohne auf die östlichen Gebiete zu verzichten. Am 2. November 1944, im sogenannten Cadogan-Brief, sicherte auch das Foreign Office die Unterstützung der polnischen Exilregierung der Oder-Neiße-Linie, einschließlich Stettins, zu. In diesem durch Alexander Cadogan entworfenen Schreiben wurden die Glatzer Neiße und die Lausitzer Neiße als Grenzfluss beschrieben, was die späteren Irritationen der Westalliierten erklären dürfte. Das Abkommen wurde die Grundlage für den Abschluss eines Abkommens zwischen dem Polnischen Komitee für Nationale Befreiung und der Ukrainischen Sozialistischen Sowjetrepublik am 9. September 1944 über den Bevölkerungsaustausch zwischen Polen und der Ukrainischen SSR.